# David Alexander (scrittore)
David Alexander (Shelbyville, 21 aprile 1907 – Louisville, 21 marzo 1973) è stato uno scrittore e giornalista statunitense.

## Biografia
David Alexander nacque a Shelbyville, Kentucky, nel 1907. Terminati gli studi alla Columbia University di New York, lavorò inizialmente come direttore editoriale in pubblicità. Appassionato di cavalli, fu cronista sportivo per il The Morning Telegraph e il New York Herald Tribune, di cui fino al 1961 fu a capo della sezione dell'ippica.
Si dedicò all'attività di scrittore di romanzi polizieschi e per approfondire le sue conoscenze specifiche frequentò il New York Institute of Criminology. Produsse quindi due serie di romanzi polizieschi, con protagonisti rispettivamente il giornalista Bart Hardin e la coppia Tommy Tuthill-Terry Bob Rooke, questi ultimi vagamente ispirati a Nero Wolfe e Archie Goodwin. Con i suoi lavori vinse un premio al concorso dell'Ellery Queen's Mystery Magazine.
Morì nel 1973.
Le sue opere sono state tradotte in sei lingue, tra cui francese, giapponese e spagnolo.